# Джон Болл (астроном)
Джон Аллен Болл (англ. John Allen Ball; 8 грудня 1935, Небраска — 6 серпня 2019, Гарвард) — американський астроном, науковець обсерваторії Гейстек Массачусетського технологічного інституту.

## Біографія
Народився у місті Равенна, штат Небраска. Закінчив Університет Небраски в Лінкольні в 1957 році зі ступенем бакалавра з електротехніки та два роки служив лейтенантом у ВПС США в Лівії.
Отримав ступінь доктора філософії з астрофізики в Гарвардському університеті та розпочав свою кар'єру радіоастронома в Гарварді, спочатку в обсерваторії Гарвардського коледжу в Гарварді, а пізніше — в Центрі астрофізики Гарвардського університету та його радіоастрономічній станції у Форт-Девісі, штат Техас. Болл також викладав астрономію в Вустерському державному коледжі.
Один із авторів гіпотези зоопарку — теоретичної відповіді парадоксу Фермі, що має пояснити, чому розумні представники позаземних цивілізацій, існування яких є імовірним, не контактують із людством.
Помер від хвороби Альцгеймера.

## Праці
- «Алгоритми для калькуляторів RPM» (англ. Algorithms for RPM Calculators), 1978 р.
- «Гіпотеза зоопарку» (англ. The Zoo Hypothesis) 1973 р.;
- «Пошук позаземного життя: останні події» (англ. The Search for Extraterrestrial Life: Recent Developments) — 1985 р.